# Never Really Over
«Never Really Over» — пісня американської співачки Кеті Перрі, що вийшла 31 травня 2019 року на Capitol Records.

## Сертифікації
| Регіон                                                      | Сертифікація  | Продажі   |
| ----------------------------------------------------------- | ------------- | --------- |
| Австралія (ARIA)                                            | 4× Платиновий | 280 000   |
| Канада (Music Canada)                                       | Золотий       | 40 000    |
| Данія (IFPI Denmark)                                        | Золотий       | 45 000    |
| Італія (FIMI)                                               | Золотий       | 25 000    |
| Мексика (AMPROFON)                                          | Золотий       | 30 000    |
| Норвегія (IFPI Norway)                                      | Платиновий    | 60 000    |
| Польща (ZPAV)                                               | Платиновий    | 20 000    |
| Португалія (AFP)                                            | Платиновий    | 10 000    |
| Іспанія (PROMUSICAE)                                        | Золотий       | 30 000    |
| Велика Британія (BPI)                                       | Платиновий    | 600 000   |
| США (RIAA)                                                  | Платиновий    | 1 000 000 |
| продажі+прослуховування, що базуються лише на сертифікаціях |               |           |